# Frea capensis
Frea capensis är en skalbaggsart som beskrevs av Stefan von Breuning 1938. Frea capensis ingår i släktet Frea och familjen långhorningar. Inga underarter finns listade i Catalogue of Life.